# Cosmoscarta balteata
Cosmoscarta balteata är en insektsart som beskrevs av William Lucas Distant 1914. Cosmoscarta balteata ingår i släktet Cosmoscarta och familjen spottstritar. Inga underarter finns listade i Catalogue of Life.